# Knocklearoch
Knocklearoch, auch Knocklerach, ist eine kleine Streusiedlung auf der schottischen Insel Islay und liegt somit in der Council Area Argyll and Bute beziehungsweise der traditionellen schottischen Grafschaft Argyllshire. Sie liegt etwa einen Kilometer südlich von Ballygrant und fünf Kilometer südwestlich des Fährhafens Port Askaig. Zwei Kilometer südlich befand sich die heute aufgegebene Ortschaft Aryghuary. Knocklearoch ist über eine Nebenstraße der A846 erreichbar.
Knocklearoch besteht heute im Wesentlichen noch aus der teilweise denkmalgeschützten Knocklearoch Farm. Im Jahre 1841 wurden in Knocklearoch noch 67 Personen gezählt. Im Zensus des Jahres 1851 ist Knocklearoch nicht mehr aufgeführt. Die ehemaligen Einwohner finden sich in verschiedenen Ortschaften der Insel wieder. Dies könnte auf eine Räumung von Knocklearoch im Zuge der Highland Clearances hindeuten.

## Umgebung
Südlich des Bauernhofs stehen zwei etwa 2,4 m voneinander entfernte Menhire. Beide besitzen dreieckige Grundflächen mit Kantenlängen von 150 × 90 × 65 cm beziehungsweise 80 × 80 × 70 cm. Beide sind leicht geneigt und würden bei aufrechtem Stand 1,95 m beziehungsweise 1,7 m hoch aufragen.
In der Nähe von Knochlearoch Farm wurde einst eine Bleimine betrieben. Der exakte Ort ist nicht bekannt. Die Grundmauern der verfallenen Gebäude der Minenarbeiter sind noch in der Umgebung des Bauernhofes zu finden.